# 팜 도버

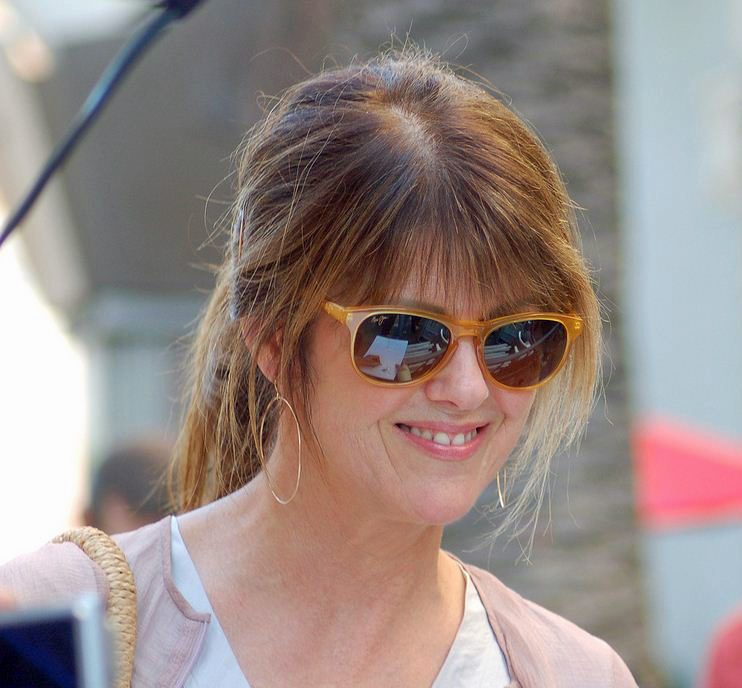

팸 도버(Pam Dawber, 1951년 10월 18일 ~ )는 미국의 배우, 영화 제작자, 모델, 성우이다.
디트로이트에서 태어났다.

## 출연 작품
- 돈 룩 비하인드 유 (1999년)
- 아이 리멤버 에이프릴 (1999년) - 바버라 쿠퍼 역
- 기억의 저편 (1996년)
- 눈물의 흔적 (1995년)
- 트리플 러브 (1993년)
- 스테이 튠 (1992년)
- 싸이코 킬러 (1990년)
- 법정 사건 (1989, Do You Know the Muffin Man?)
- 와일드 호스 (1985년)

### 텔레비전
- 101 달마시안 - TV 시리즈 (1996년)